# Box-office France 1982
Cet article traite du box-office cinéma de 1982 en France.
Cette année, 356 films sortent sur les écrans, en chute par rapport aux années précédentes. C'est la part des films ni français, ni américains qui diminue fortement (113 contre 182 en 1981).
C'est pourtant dans ce contexte qu'un événement qui n'occupe pourtant pas les premières places du box-office se produit. Le cinéma allemand connaît un intérêt grâce à la sortie, un an après le succès de Moi, Christiane F., 13 ans, droguée, prostituée… en 1981) de plusieurs films allemands importants : Querelle de Rainer Werner Fassbinder (458 062 entrées en France), Hammet de Wim Wenders (452 367), Fitzcarraldo de Werner Herzog (448 284), Les Années de plomb de Margarethe von Trotta (215 106), Le Secret de Veronika Voss de Rainer Werner Fassbinder (204 747), L'État des choses de Wim Wenders (201 695). Il s'agit de succès essentiellement parisiens.
Avec 201,9 millions de spectateurs, 1982 est un cru exceptionnel qui s'inscrit en point haut d'une remontée de la fréquentation déjà observée l'année précédente. La barre symbolique des 200 millions ne sera franchie de nouveau qu'en 2009 (avec 200,85 millions d'entrées) tandis que le record de 1982 ne sera battu qu'en 2010 avec 206,5 millions d'entrées. Cette hausse provient exclusivement de l'augmentation de la fréquentation hors de Paris grâce au succès de comédies populaires qui attirent les spectateurs en masse dès les premiers jours d'exploitations. Les sorties parisiennes se font désormais dans plus de 50 salles, les records sont battus régulièrement. Jean-Paul Belmondo, Louis de Funès et Coluche triomphent avec des coefficients Paris / France de moins de 13 (6,9 même pour Le Gendarme et les Gendarmettes).
1982 est marqué partout dans le monde par la sortie d'un film personnel de Steven Spielberg : E.T., l'extra-terrestre. La France n'y échappe pas. Elle est même le théâtre de la première mondiale en mai à Cannes en clôture du Festival, mais le film ne sortira que le 1er décembre sur les écrans français. Le succès est immédiat avec une première semaine à 380 000 entrées à Paris. Ce n'est pourtant pas le record (il vient d'être battu en octobre 1982 par L'As des as avec 468 000 entrées à Paris), mais le succès ne se dément pas au cours des semaines qui suivent puisque les cinq premières semaines parisienne seront à plus de 300 000 entrées à Paris.
Autre évènement, le succès d'une future franchise australienne violente (le premier volet fut interdit aux moins de 18 ans) : Mad Max fait de Mel Gibson, alors méconnu, une star internationale. Le premier film de la saga était sorti en janvier avec un succès pour un public averti mais le second, plus grand public et sorti en août, permettra au premier de connaître une seconde carrière.

## Les films à plus d'un million d'entrées
| Rang | Titre                                         | Pays | Réalisateur                             | Entrées   |
| ---- | --------------------------------------------- | ---- | --------------------------------------- | --------- |
| 1.   | E.T., l'extra-terrestre                       |      | Steven Spielberg                        | 7 881 332 |
| 2.   | L'As des as                                   |      | Gérard Oury                             | 5 452 593 |
| 3.   | Deux Heures moins le quart avant Jésus-Christ |      | Jean Yanne                              | 4 601 239 |
| 4.   | Le Gendarme et les Gendarmettes               |      | Jean Girault (achevé par Tony Aboyantz) | 4 209 139 |
| 5.   | La Balance                                    |      | Bob Swaim                               | 4 192 189 |
| 6.   | La Boum 2                                     |      | Claude Pinoteau                         | 4 071 585 |
| 7.   | Les Misérables                                |      | Robert Hossein                          | 3 828 029 |
| 8.   | Mad Max 2 : Le Défi                           |      | George Miller                           | 3 625 481 |
| 9.   | Les Sous-doués en vacances                    |      | Claude Zidi                             | 3 570 887 |
| 10.  | Plus beau que moi, tu meurs                   |      | Philippe Clair                          | 3 264 775 |
|      | Les Aristochats (rep)                         |      | Wolfgang Reitherman                     | 3 000 000 |
| 11.  | Pink Floyd: The Wall                          |      | Alan Parker                             | 2 731 409 |
| 12.  | Mad Max                                       |      | George Miller                           | 2 549 462 |
| 13.  | La Folle Histoire du monde                    |      | Mel Brooks                              | 2 286 783 |
| 14.  | Tout feu, tout flamme                         |      | Jean-Paul Rappeneau                     | 2 279 445 |
| 15.  | Le Grand Pardon                               |      | Alexandre Arcady                        | 2 182 198 |
| 16.  | Victor Victoria                               |      | Blake Edwards                           | 2 172 860 |
| 17.  | Blade Runner                                  |      | Ridley Scott                            | 2 040 168 |
| 18.  | La Passante du Sans-Souci                     |      | Jacques Rouffio                         | 1 961 299 |
| 19.  | Tête à claques                                |      | Francis Perrin                          | 1 874 037 |
| 20.  | Missing                                       |      | Costa-Gavras                            | 1 823 040 |
| 21.  | Conan le Barbare                              |      | John Milius                             | 1 778 722 |
| 22.  | Le père Noël est une ordure                   |      | Jean-Marie Poiré                        | 1 582 732 |
| 23.  | Le Choc                                       |      | Robin Davis                             | 1 508 218 |
| 24.  | Tir groupé                                    |      | Jean-Claude Missiaen                    | 1 344 411 |
| 25.  | Le Quart d'heure américain                    |      | Philippe Galland                        | 1 337 893 |
| 26.  | Le Cadeau                                     |      | Michel Lang                             | 1 324 672 |
| 27.  | Pour cent briques, t'as plus rien...          |      | Édouard Molinaro                        | 1 303 784 |
| 28.  | Espion, lève-toi                              |      | Yves Boisset                            | 1 302 777 |
| 29.  | Ragtime                                       |      | Miloš Forman                            | 1 295 010 |
| 30.  | Le Retour de Martin Guerre                    |      | Daniel Vigne                            | 1 262 828 |
| 31.  | Yol, la permission                            |      | Yilmaz Güney / Şerif Gören              | 1 250 767 |
| 32.  | Brisby et le Secret de NIMH                   |      | Don Bluth                               | 1 215 798 |
| 33.  | Mille milliards de dollars                    |      | Henri Verneuil                          | 1 190 673 |
| 34.  | Ma femme s'appelle reviens                    |      | Patrice Leconte                         | 1 188 840 |
| 35.  | Mon curé chez les nudistes                    |      | Robert Thomas                           | 1 173 770 |
| 36.  | Un justicier dans la ville 2                  |      | Michael Winner                          | 1 160 534 |
| 37.  | T'empêches tout le monde de dormir            |      | Gérard Lauzier                          | 1 135 181 |
| 38.  | Comédie érotique d'une nuit d'été             |      | Woody Allen                             | 1 131 245 |
| 39.  | Le Grand Frère                                |      | Francis Girod                           | 1 120 418 |
| 40.  | L'Amérique interdite                          |      | Romano Vanderbes                        | 1 115 388 |
| 41.  | Docteurs in love                              |      | Garry Marshall                          | 1 092 743 |
| 42.  | Le Bourgeois gentilhomme                      |      | Roger Coggio                            | 1 067 849 |
| 43.  | L'Étoile du Nord                              |      | Pierre Granier-Deferre                  | 1 023 111 |

Par pays d'origine des films (Pays producteur principal)
- France : 27 films
- États-Unis : 12 films
- Australie : 2 films
- Royaume-Uni : 1 film
- Turquie : 1 film
- Total : 43 films

## Box-office par semaine
| #  | Semaine                           | Film no 1                                     | Pays              | Entrées           |
| -- | --------------------------------- | --------------------------------------------- | ----------------- | ----------------- |
| 1  | 1er janvier au 5 janvier 1982     | La Chèvre                                     |                   | 577 253 entrées   |
| 2  | 6 janvier au 12 janvier 1982      | La Guerre du feu                              |                   | 402 752 entrées   |
| 3  | 13 janvier au 19 janvier 1982     | Tout feu, tout flamme                         |                   | 530 135 entrées   |
| 4  | 20 janvier au 26 janvier 1982     | Tout feu, tout flamme                         | 478 614 entrées   |                   |
| 5  | 27 janvier au 2 février 1982      | Le Grand Pardon                               | 416 354 entrées   |                   |
| 6  | 3 février au 9 février 1982       | Le Grand Pardon                               | 403 112 entrées   |                   |
| 7  | 10 février au 16 février 1982     | La Folle Histoire du monde                    |                   | 473 801 entrées   |
| 8  | 17 février au 23 février 1982     | La Folle Histoire du monde                    | 346 851 entrées   |                   |
| 9  | 24 février au 2 mars 1982         | Tête à claques                                |                   | 341 607 entrées   |
| 10 | 3 mars au 9 mars 1982             | Tête à claques                                | 294 661 entrées   |                   |
| 11 | 10 mars au 16 mars 1982           | Les Sous-doués en vacances                    | 647 817 entrées   |                   |
| 12 | 17 mars au 23 mars 1982           | Les Sous-doués en vacances                    | 558 854 entrées   |                   |
| 13 | 24 mars au 30 mars 1982           | Les Sous-doués en vacances                    | 386 302 entrées   |                   |
| 14 | 31 mars au 6 avril 1982           | Les Sous-doués en vacances                    | 360 805 entrées   |                   |
| 15 | 7 avril au 13 avril 1982          | Conan le Barbare                              |                   | 457 503 entrées   |
| 16 | 14 avril au 20 avril 1982         | Conan le Barbare                              | 294 881 entrées   |                   |
| 17 | 21 avril au 27 avril 1982         | La Passante du Sans-Souci                     |                   | 221 699 entrées   |
| 18 | 28 avril au 4 mai 1982            | Le Choc                                       |                   | 521 765 entrées   |
| 19 | 5 mai au 11 mai 1982              | Le Choc                                       | 316 386 entrées   |                   |
| 20 | 12 mai au 18 mai 1982             | Pour cent briques, t'as plus rien...          | 167 518 entrées   |                   |
| 21 | 19 mai au 25 mai 1982             | Pour cent briques, t'as plus rien...          | 241 038 entrées   |                   |
| 22 | 26 mai au 1er juin 1982           | Missing                                       |                   | 224 590 entrées   |
| 23 | 2 juin au 8 juin 1982             | Missing                                       | 199 928 entrées   |                   |
| 24 | 9 juin au 15 juin 1982            | Missing                                       | 211 651 entrées   |                   |
| 25 | 16 juin au 22 juin 1982           | Missing                                       | 161 584 entrées   |                   |
| 26 | 23 juin au 29 juin 1982           | Missing                                       | 155 271 entrées   |                   |
| 27 | 30 juin au 6 juillet 1982         | Missing                                       | 126 605 entrées   |                   |
| 28 | 7 juillet au 13 juillet 1982      | Aphrodite                                     |                   | 142 733 entrées   |
| 29 | 14 juillet au 20 juillet 1982     | Pink Floyd: The Wall                          |                   | 135 830 entrées   |
| 30 | 21 juillet au 27 juillet 1982     | Pink Floyd: The Wall                          | 119 727 entrées   |                   |
| 31 | 28 juillet au 3 août 1982         | Pink Floyd: The Wall                          | 122 763 entrées   |                   |
| 32 | 4 août au 10 août 1982            | Pink Floyd: The Wall                          | 112 659 entrées   |                   |
| 33 | 11 août au 17 août 1982           | Mad Max 2 : Le Défi                           |                   | 296 810 entrées   |
| 34 | 18 août au 24 août 1982           | Mad Max 2 : Le Défi                           | 712 241 entrées   |                   |
| 35 | 25 août au 31 août 1982           | Mad Max 2 : Le Défi                           | 510 287 entrées   |                   |
| 36 | 1er septembre au 7 septembre 1982 | Mad Max 2 : Le Défi                           | 381 218 entrées   |                   |
| 37 | 8 septembre au 14 septembre 1982  | Mad Max 2 : Le Défi                           | 241 647 entrées   |                   |
| 38 | 15 septembre au 21 septembre 1982 | Blade Runner                                  |                   | 383 988 entrées   |
| 39 | 22 septembre au 28 septembre 1982 | Blade Runner                                  | 247 367 entrées   |                   |
| 40 | 29 septembre au 5 octobre 1982    | Tir groupé                                    |                   | 175 144 entrées   |
| 41 | 6 octobre au 12 octobre 1982      | Deux Heures moins le quart avant Jésus-Christ | 1 452 394 entrées |                   |
| 42 | 13 octobre au 19 octobre 1982     | Deux Heures moins le quart avant Jésus-Christ | 992 292 entrées   |                   |
| 43 | 20 octobre au 26 octobre 1982     | Deux Heures moins le quart avant Jésus-Christ | 712 588 entrées   |                   |
| 44 | 27 octobre au 2 novembre 1982     | L'As des as                                   |                   | 1 781 712 entrées |
| 45 | 3 novembre au 9 novembre 1982     | L'As des as                                   | 873 588 entrées   |                   |
| 46 | 10 novembre au 16 novembre 1982   | L'As des as                                   | 748 163 entrées   |                   |
| 47 | 17 novembre au 23 novembre 1982   | La Balance                                    |                   | 452 424 entrées   |
| 48 | 24 novembre au 30 novembre 1982   | Plus beau que moi, tu meurs                   | 412 857 entrées   |                   |
| 49 | 1er décembre au 7 décembre 1982   | E.T., l'extra-terrestre                       |                   | 1 199 355 entrées |
| 50 | 8 décembre au 14 décembre 1982    | E.T., l'extra-terrestre                       | 1 113 585 entrées |                   |
| 51 | 15 décembre au 21 décembre 1982   | E.T., l'extra-terrestre                       | 841 667 entrées   |                   |
| 52 | 22 décembre au 28 décembre 1982   | E.T., l'extra-terrestre                       | 1 020 526 entrées |                   |